# АЕРО 3Д
АЕРО 3Д (AERO3D)  — українська інженерна компанія, яка спеціалізується на 3D-моделюванні, лазерному скануванні, геодезії, фотограметрії, віртуальних 3D-турам, фото- та відеозйомці. Компанія має значний досвід у зазначених технологіях, їх інтеграції з технолгіями цифрових ресурсів, виконала більше сотні проектів по Україні та за кордоном.
Компанія складається із молодої креативної команди інженерів, 3D-художників, операторів, візуалізаторів, геодезистів, які мають багатолітній досвід у виконанні даних робіт.
Команда використовує сучасне обладнання, а саме професійні фото та відеокамери, лазерній сканери, БПЛА, сервери; програмне забезпечення для реалізації завдань по створенню, додаткової обробки і різної інтерпретації цифрових тривимірних фотореалістичних 3D-моделей, а також новітнє програмне забезпечення для отримання якісного результату. Фахівцями Aero3D розроблена методика планування польотів дрона, розрахункова програма процесу аерофотозйомки, а також обробки і генерації 3D-моделі.

## Загальна інформація
На сьогоднішній день дана компанія виконала дуже багато різноманітних обєктів які принесли важливий вклад для України, а також для міста Київа. Даною компанією було оцифровано багато відомих пам'ятників у столиці, музейних експонатів, об'єктів культурної спадщини та архітектурних об'єктів по Україні.

## Внесок компанії
На сьогоднішній день компанією було проведено низку робіт з 3D-оцифрування, які принесли велику користь для України, а саме:
- 3D-фіксування пошкоджених та зникаючих споруд (яскравий приклад — фіусування загального стану, інтер'єрних та екстер'єрних складових споруди Андріївської церкви перед початком масштабних реставраційних робіт: другий приклад — 3D-збереження будівель Києва, будинок Сікорського);
- документування споруд спадщини (Будинок Сікорського);
- популярізація музейних експозицій і об'єктів через представлення їх в онлайні у форматах 3D-турів та 3D-моделей експонатів (приклади Київ, Одеса,);
- виготовлення фізичних 3D-моделей для завдань інклюзії, зокрема у проектах «на дотик» для незрячих та людей з порушенням зору (приклади: Одеса, Фортеця  );
- цифрове 3D-фіксування етапів і стану консервації археологічних розкопок (приклади:  Рівне);
- цифрове 3D-відтворення історичного вигляду пошкоджених або зниклих об'єктів (приклад — Білгород-Дністровський);
- 3D-фіксування ландшафтів та окремих рослин (приклад Межигір'я, пень).

Як заявляє організація АЕРО 3D створення 3D-моделей об'єктів культурної спадщини міста сприятиме більш ефективному і якісному розв'язанню проблеми, а саме державної охорони, повноти та достовірності обліку об'єктів культурної спадщини у частині застосування найсучаснішої технології щодо фіксування і документування стану об'єкту — створення ідентичної цифрової 3D-моделі.

## Проекти по Київу та Київській Області
З найвідоміших та великих проектів які було виконано є:
Подільський міст — даний проект був виконаний у цілях обстеження моста та створення кошторисної документації перед продовженням будівництва даного об'єкту. Будується з 1993 року, дата відкриття багато разів відкладалася. Наразі є перспективи, що його відкриють у 2021 або 2022 році. 3D-модель даного моста на стадії будівництва — Подільський мостовий перехід
Межигіря — проект був виконаний для 3D-карти, а також створення ортофотопланів. 3D-модель даного проекту — Межигір'я (резиденція)
Монумент Незалежності — був відсканований для збереження пам'ятника у цифровому виді, популяризації його серед туристів які прибувають у місто Київ. 3D-модель даного проекту — Монумент Незалежності
Батьківщина Мати — цей пам'ятник був відсканований для створення візуалізації, збереження. 3D-модель даного проекту Батьківщина мати
Архістратиг Михаїл — дана 3D-модель була відсканована у цілях збереження культурної спадщини. 3D-модель даного проекту
Проект Національного історико-архітектурного заповідника «Київська Фортеця» «Цифрові колекції Київської фортеці: впровадження електронного обліку і створення вебресурсу»: створено 3D-моделі з доступом за QR-кодами, 3D-тур і  відео 360 з інтегрованими 3D-моделями та цифровими колекціями;
Проект Комунальної установи «Одеський муніципальний музей особистих колекцій імені О. В. Блещунова» «Створення музейної галереї раритетів в 3D-форматі»: створено 3D-моделі музейних предметів з доступом за QR-кодами;

## Проект по цифровому збереженню нерухомих пам'яток Києва
Метою проекту є цифрове збереження нерухомих пам'яток Києва, які знаходяться під загрозою руйнування, а також тих, що є шедеврами архітектурної історії Києва. Цілі проекту:
- термінове оцифрування та ВІМ моделювання архітектурних об'єктів культурної спадщини міста Києва, які знаходяться в стані фізичного руйнування;
- створення технологічних умов їх багатоаспектного цифрового використання у пам'яткоохоронній, культурній, науковій та туристичної діяльності міста Києва, в тому числі за рахунок грантових проектів

Досвід з оцифрування та ВІМ моделювання, набутий київськими фахівцями, ТОВ «АЕРО 3Д ІНЖИНІРИНГ», дозволяє оперативно та якісно  здійснити страхове оцифрування історичних та унікальних будівель міста, забезпечити їх цифрове документування та 3D-відтворення, а також створити технологічні умови подальшого багатоаспектного застосування цифрових 3D-моделей об'єктів і територій у заходах з управління, збереження і популяризації культурної спадщини міста Києва.

## Застосування технології фотограмметрії та лазерного сканування в Україні
В Україні серед перших застосовувати технології 3D-у секторі спадщини почали в Одесі, Київі, Львові та Рівному.
У 2018 році статті про перші вітчизняні  3D-розробки та проекти опубліковано у Європейському журналі з питань цифрового збереження Спадщини Uncommon Culture (лінк), який видається за підтримки ЄС.
Перелік робіт та проектів із застосування 3D-технологій в Києві:
-        проекти Київської Фортеці
-        роботи Aero3D